# Karén Xakhnazàrov
Karén Gueórguievitx Xakhnazàrov (rus: Каре́н Гео́ргиевич Шахназа́ров; Krasnodar, 8 de juliol de 1952) és un cineasta, productor i guionista soviètic i rus. a esdevenir el director general de Mosfilm el 1998.

## Biografia
Xakhnazàrov és fill d'una Gueorgui Xakhnazàrov, un polític d'origen armeni, i d'una mestressa de casa rusa, Anna Grigorievna Xakhnazàrova.
La seva pel·lícula de 1987 Kurier va ser presentada al 15è Festival Internacional de Cinema de Moscou, on va guanyar un Premi Especial. L'any 2002 va ser membre del jurat del 24è Festival Internacional de Cinema de Moscou. Des de 2005 és membre de la Cambra Pública de Rússia.
La seva pel·lícula de 2012 Bieli tigr va ser seleccionada com a entrada russa per al Millor pel·lícula en llengua estrangera al Premis Oscar de 2012, però no va entrar a la llista final.

## Vida personal
El març de 2014 va signar una carta de suport a la posició del president de Rússia Vladímir Putin sobre la situació a Ucraïna i Crimea. Per això se li va prohibir l'entrada a Ucraïna.
El 10 de març de 2022, durant una transmissió a Russia-1, Xakhnazàrov, que inicialment va donar suport a la invasió russa d'Ucraïna del 2022, demanava que s'acabés, dient que la situació corre el risc de convertir-se en "un desastre humanitari absolut" i que no hi ha cap possibilitat realista per les forces russes s'apoderaran de Kíev i d'altres ciutats importants d'Ucraïna.

## Filmografia selecta
| Any  | Títol                                   | Ciríl·lic                             |
| ---- | --------------------------------------- | ------------------------------------- |
| 1984 | My iz djaza                             | Мы из джаза                           |
| 1985 | Zimni vetxer v Gagrakh                  | Зимний вечер в Гаграх                 |
| 1987 | Kurier                                  | Курьер                                |
| 1988 | Gorod Zero                              | Город Зеро                            |
| 1991 | Tsareubitsa                             | Цареубийца                            |
| 1993 | Sni                                     | Сны                                   |
| 1995 | Amerikanskaia dotx                      | Американская дочь                     |
| 1998 | Den' polnoluniia                        | День полнолуния                       |
| 2001 | Iadi, ili vsemirnaia istoria otravlenii | Яды, или Всемирная история отравлений |
| 2004 | Vsadnik po imeni smert'                 | Всадник по имени смерть               |
| 2008 | Istieznuvsiaia imperia                  | Исчезнувшая империя                   |
| 2009 | Palata No. 6                            | Палата № 6                            |
| 2012 | Bieli tigr                              | Белый тигр                            |
| 2017 | Anna Karènina. La revenja és el perdó   | Анна Каренина                         |
| 2023 | Khitrovka. Znak txetirokh               | Хитровка. Знак четырёх                |

## Genealogia
Karén Xakhnazàrov és un dels diversos descendents vius de la famosa família reial Melik-Shahnazarian de Nagorno-Karabakh. Els Melik-Shahnazarians van governar la província de Varanda de Nagorno-Karabakh a l'època medieval i moderna.